# Gustav Theodor Klett
Gustav Theodor Klett (Hamburgo, 1759 - Leipzig, 20 de noviembre de 1827) fue un médico, algólogo, y botánico germano.

## Algunas publicaciones
- gustav theodor Klett, hermann eberhard friedrich Richter. 1830. Erste bis zwölfte Klasse. Flora der phanerogamischen Gewächse der Umgegend von Leipzig
- ------------------. 1826. Museum Kaernerianum: Verzeichniss des von ... Dr. Kärner hinterlassenen Naturaliencabinets